# Utricularia singeriana
Utricularia singeriana este o specie de plante carnivore din genul Utricularia, familia Lentibulariaceae, ordinul Lamiales, descrisă de Ferdinand von Mueller. Conform Catalogue of Life specia Utricularia singeriana nu are subspecii cunoscute.